# Fridericia schumanniana
Fridericia schumanniana là một loài thực vật có hoa trong họ Chùm ớt. Loài này được (Loes.) L.G.Lohmann mô tả khoa học đầu tiên năm 2010.